# Hopea subalata
Hopea subalata är en tvåhjärtbladig växtart som beskrevs av Symington. Hopea subalata ingår i släktet Hopea och familjen Dipterocarpaceae. Inga underarter finns listade i Catalogue of Life.